# Samsung Galaxy Note 20
Das Samsung Galaxy Note 20 ist ein Phablet-Mobiltelefon, das von Samsung Electronics entworfen und am 5. August 2020 zusammen mit dem Galaxy Tab S7 und der Galaxy Watch 3 vorgestellt wurde. Es ist in den Varianten Note 20, Note 20 Ultra, Note 20 5G, Note 20 Ultra 5G erhältlich.

## Spezifikationen

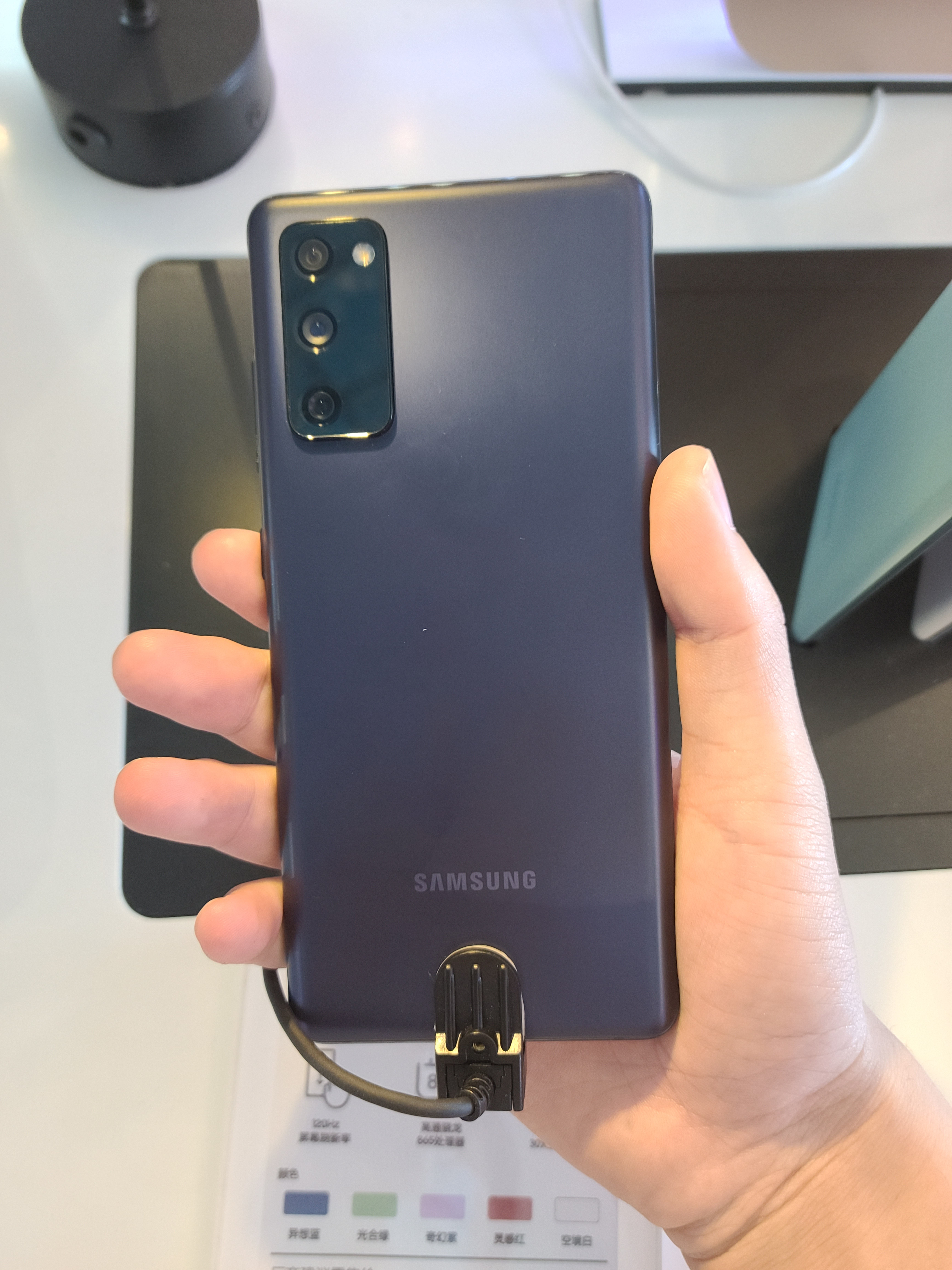
Rückseite des Galaxy Note 20
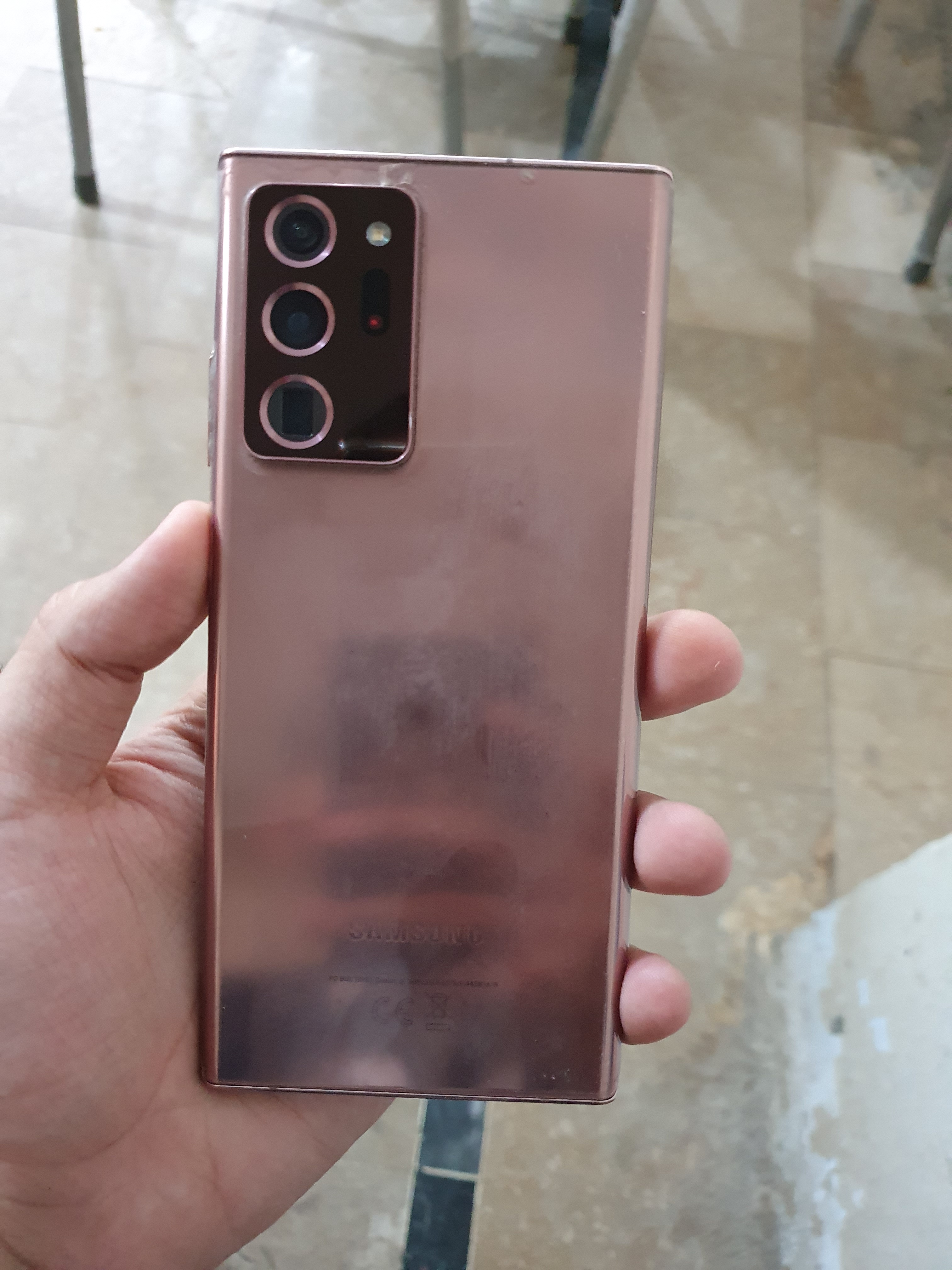
Rückseite des Galaxy Note 20 Ultra

### Betriebssystem
Das Samsung Galaxy Note 20 erscheint mit Android 10. Updates auf Android 11, 12 und 13 sind sicher.

### Bildschirm
Die Bildschirme der Varianten Note 20 und Note 20 5G lösen mit 1080×2400 Pixeln auf; die größeren Varianten Note 20 Ultra und Note 20 Ultra 5G mit 1440×3088 Pixeln und können 120 Standbilder in der Sekunde zeigen, die doppelte Anzahl der kleineren Varianten und der Vorgänger.
Die Bildschirme der Varianten Note 20 und Note 20 5G sind an den Rändern abgerundet.

### Stromversorgung
Die Varianten Note 20 und Note 20 5G sind mit einem 4300-mAh-Lithium-Ionen-Akku ausgestattet. Die Note 20 Ultra, Note 20 Ultra 5G mit 4500 mAh. Alle Varianten unterstützen eine Schnellladeleistung von 25 Watt und sind nicht auswechselbar.
Das Gerät ist mit der sogenannten Samsung-PowerShare-Funktion ausgerüstet, womit es in der Lage ist, andere Geräte drahtlos aufzuladen, z. B. wie ein anderes Qi-Fähiges Mobiltelefon, drahtlose Kopfhörer oder eine Smartwatch, indem Strom aus dem eigenen Akku abgegeben wird.

### Kamerasystem
Die Varianten Note 20 und Note 20 5G sind mit drei Hinterkameras ausgestattet: Einer Weitwinkelkamera mit 12 Megapixeln, F/1.8-Blende und optischem Bildstabilisator, einer Kamera mit Teleobjektiv und 64 Megapixeln und F/2.0-Blende, und einer zusätzlichen Ultraweitwinkel-Kamera mit 12 Megapixeln und einer kleinbildäquivalenten Brennweite von 12 Millimetern.
Die Varianten Note 20 Ultra und Note 20 5G Ultra unterscheiden sich durch eine 108-Megapixel-Weitwinkelkamera mit entsprechend fortgeschrittenerer digitaler Vergrößerungsfähigkeit. Das Teleobjektiv löst mit 12 Megapixeln auf und hat eine Blende von F/3.0, verfügt jedoch über eine höhere kleinbildäquivalente Brennweite von 120 Millimetern, was einer fünffachen optischen Vergrößerung entspricht.
Alle vier Varianten können 8K-Videos (4320p) mit 24 Standbildern in der Sekunde filmen, 4K-Videos (2160p) mit bis zu 60 Bildern in der Sekunde, und Zeitlupenvideos bei 1080p (Full HD) bis 240 Bildern in der Sekunde.
Die Innenkameras lösen mit 10 Megapixeln auf und können in 4K (2160p) bis zu 60 Bildern in der Sekunde filmen.

### Herstellungskosten
Ein Samsung Galaxy Note 20 Ultra 5G kostet in der Herstellung etwa 463 Euro.